# The Ringer
The Ringer é um sítio eletrônico e produtor de podcasts estadunidense, dedicando-se a assuntos esportivos, sobre cultura pop e tecnologia. Foi fundado em 2016, pelo jornalista esportivo Bill Simmons e, desde 2020, pertence ao Spotify.

## História
O sítio foi lançado primeiramente em 14 de março de 2016 por Bill Simmons, proprietário deste entre 2011 e 2015, junto a outros jornalistas que trabalhavam com ele no Grantland, um blog esportivo pertencente à ESPN, que era operado pelo mesmo. Na época de seu lançamento, The Ringer era administrado por uma equipe de 43 pessoas, focando primariamente em assuntos relacionados ao esporte e à cultura pop, com uma minoria de seus escritores tratando-se de tecnologia e política. Um dos investidores iniciais foi a HBO, transmissor da temporada de 2016 do programa semanal de Simmons, Any Given Wednesday.
O sítio era anteriormente hospedado pela plataforma Medium. Em 2017, foi anunciada uma parceria de publicidade e tecnologia com a Vox Media, na qual a empresa iria administrar  publicidade, e permitir que este publicasse seu conteúdo em uma plataforma própria.
Em maio de 2018, o sítio publicou um artigo de Ben Detrick sobre o basquetebolista Bryan Colangelo — à época gerente do Philadelphia 76ers — e as contas de usuários no Twitter criadas por ele para criticar outros jogadores e defender a si próprio. Esse artigo levou à resignação de Colangelo em 7 de junho de 2018.
Em agosto de 2019, a assessoria do sítio votou pela união com o sindicato Writers Guild of America, East. Essa união sindical foi reconhecida depois de quatro dias à votação.
Em 5 de fevereiro de 2020, o serviço de streaming de música por assinatura Spotify anunciou que estava adquirindo The Ringer por cerca de 195 milhões de dólares e mais 50 milhões em incentivos orientados ao desempenho. A diretora de conteúdo do Spotify, Dawn Ostroff, afirmou que Simmons era "uma das mentes mais brilhantes do jogo e inovou com sucesso como escritor e criador de conteúdo em mídias e plataformas". O fundador e diretor executivo do Spotify, Daniel Ek, afirmou que estaria comprando "a nova ESPN".

## Conteúdo
Assim como o conteúdo do sítio, os podcasts que são produzidos abrangem esportes e cultura pop. O podcast principal, The Bill Simmons Podcast, é um programa de entrevistas apresentado pelo próprio Simmons, apresentando outros escritores do The Ringer e apresentadores de podcast, bem como atletas, cineastas, humoristas e figuras da cultura pop. Os anfitriões populares de podcasts incluem o ex-correspondente do Daily Show, Larry Wilmore — apresentador do Black on the Air — e o cozinheiro vencedor do James Beard Award, David Chang (The Dave Chang Show).
Podcasts anteriores incluem Keepin' it 1600, um podcast político com ex-redatores de discursos de Obama, Jon Favreau, Dan Pfeiffer e outros. Depois de deixar o The Ringer, os apresentadores do Keepin' it 1600 criaram um novo podcast chamado Pod Save America como parte de sua própria empresa de mídia, Crooked Media.
Em 2017, The Ringer iniciou a série de podcasts em vídeo Talk the Thrones, um aftershow de Game of Thrones apresentado por escritores da equipe do The Ringer e transmitido ao vivo no Twitter. O podcast é uma continuação de After the Thrones, que foi ao ar na HBO.
No mesmo ano, a produtora publicaria o Binge Mode, podcast que recapitulou todos os episódios de Game of Thrones e todos os livros da série Harry Potter.
Em 30 de abril de 2018, o ranking mundial do Alexa do The Ringer era de 2.077, com mais de 15 milhões de visualizações por mês. Desses, 6.150.000 são visitantes únicos.

### Podcasts
A lista de podcasts oferecidos em agosto de 2021. A rede de podcasts apresenta uma lista de mais de 30 podcasts. Desde que foi adquirido pelo Spotify em fevereiro de 2020, o The Ringer continuou a publicar seus podcasts em várias plataformas, promovendo programas adicionais exclusivos do Spotify.
- The Bill Simmons Podcast
- The Ryen Russillo Podcast
- The Rewatchables
- Higher Learning
- The Ringer NBA Show
- The Ringer-Verse
- Book of Basketball 2.0
- The Ringer NFL Show
- The Ringer Fantasy Football Show
- 10 Questions With Kyle Brandt
- New York, New York
- The Mismatch
- Binge Mode
- The Hottest Take
- The Big Picture
- The Watch
- Flying Coach
- No Skips With Jinx and Shea
- 60 Songs That Explain the '90s
- Gene and Roger
- The Ringer Guide to the Summer Games
- What If? The Len Bias Story
- Black Girl Songbook
- Every Single Album: Taylor Swift
- The Ringer Music Show
- Bachelor Party
- Larry Wilmore: Black on the Air
- R2C2
- The Bakari Sellers Podcast
- Wrighty's House
- The Dave Chang Show
- Stadio
- The Press Box
- Sports Cards Nonsense
- Baseball BBQ
- The Ringer MLB Show
- TV Concierge
- 'The Wire': Way Down in the Hole
- Sound Only
- Boom/Bust: The Rise and Fall of HQ Trivia

Gamblers
- The Cam Chronicles
- The Rugby Pod
- The Masked Man Show
- Jam Session
- Tea Time
- Fairway Rollin'
- Recipe Club
- Sonic Boom